# Premio Poeta
El Premio “Poeta” (en ruso: Российская национальная премия “Поэт”) fue instituido en 2005 y se concede anualmente como un premio no estatal. Está reconocido como uno de los galardones literarios poéticos más importantes en lengua rusa y destinado a distinguir al mejor poeta en lengua rusa.
El premio fue creado por la Sociedad de incentivo de la poesía rusa. El premio se retribuye con 50 000 dólares estadounidenses, aproximadamente 38 500 euros.

## Lista de galardonados con el Premio “Poeta”
- 2005 – Aleksandr Kushner
- 2006 – Olesia Nikolaieva
- 2007 – Oleg Chujontsev
- 2008 – Timur Kibirov
- 2009 - Inna Lisniánskaya
- 2010 - Sergei Gandlevski
- 2011 - Viktor Sosnora
- 2012 - Evgeniy Reyn